# معتمدية دوار هيشر
معتمدية دوار هيشر إحدى معتمديات الجمهورية التونسية، تابعة لولاية منوبة.